# Variobahn

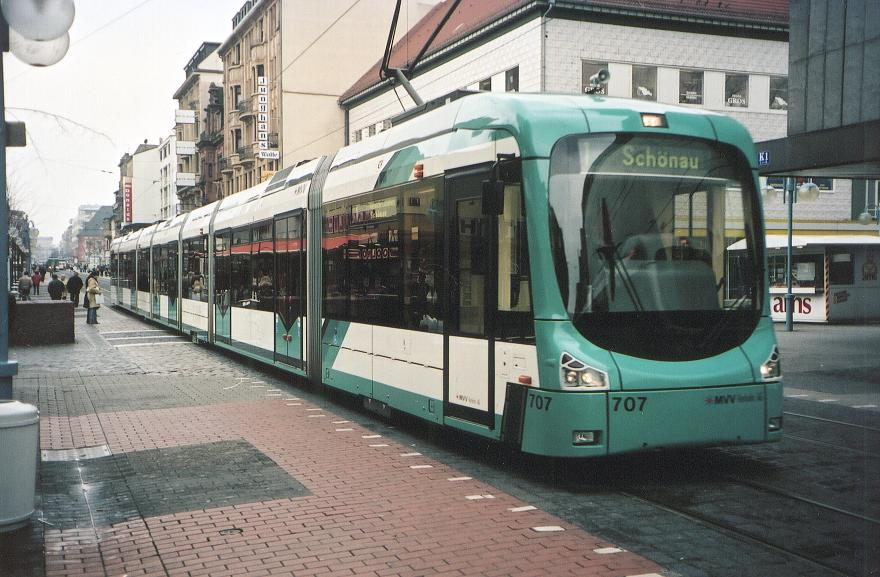
Variobahn in Mannheim

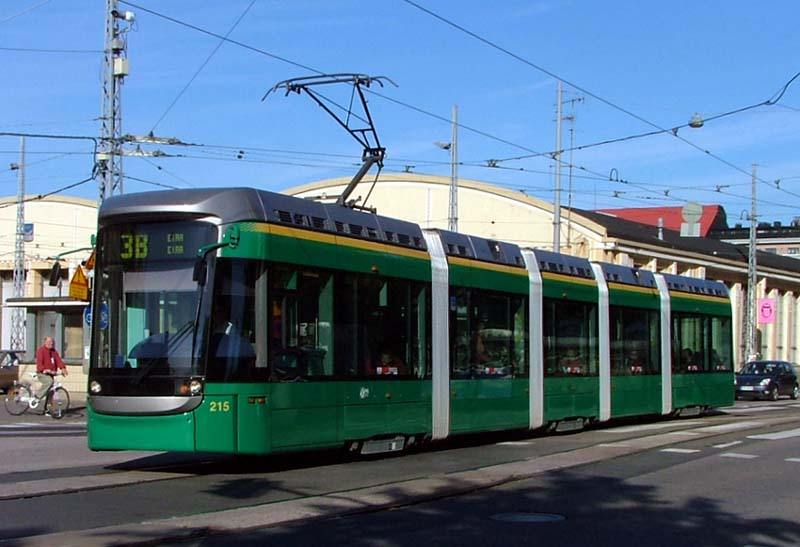
Variobahn in Helsinki

Variobahn (ook wel Variotram) is een lagevloertram van Stadler Rail. Qua verdeling van de assen en geledingen is de tram te vergelijken met de Cityrunner en de Combino. De Variobahn kan worden gebouwd met verschillende breedtes van de wagenbakken (van 2,3 tot 2,65 meter breed) en voor verschillende spoorwijdtes (normaalspoor en meterspoor). De Variobahn is leverbaar als een- of tweerichtingsvoertuig en wordt gebouwd in de fabriek in Berlijn-Pankow.
In 1993 werd een prototype gebouwd door ABB Henschel voor het tramnet van Chemnitz. In 1995 ging ABB Henschel op in Adtranz en in 2001 ging Adtranz weer op in Bombardier Transportation. Omdat Bombardier de Variobahn en de Regio-Shuttle om kartelrechterlijke redenen moest afstoten, heeft Stadler de licentie kunnen bemachtigen.

## Inzet
De Variobahn rijdt of reed onder meer in Bergen, Chemnitz, Duisburg, Heidelberg, Helsinki, Zuid-Londen, Ludwigshafen am Rhein, Mannheim, Potsdam en Sydney. BoGeStra, het stadsvervoerbedrijf van Bochum en Gelsenkirchen, heeft er tot in 2022 95 stuks geleverd gekregen.
Voor verkeer in München werd een serie van 14 stuks besteld. Voor proefnemingen daar is één tramstel uitgevoerd als accutram waardoor deze zonder rijdraad een afstand van 1000 meter kan overbruggen.
De 40 Variobahn-trams die in 1998-2003 werden geleverd aan het trambedrijf van Helsinki, voldeden niet aan de verwachtingen en werden daarom in 2015-2019 teruggeleverd aan Adtranz-Bombardier, dat sindsdien probeert kopers voor dit materieel te vinden.